# Empire d'Oman
1696–1856
(329 ans)
Entités précédentes :
- Imamat d'Oman
- État kathiri de Sai'un

Entités suivantes :
- Sultanat de Zanzibar
- Mascate et Oman

L'Empire d'Oman (en arabe : الْإِمْبَرَاطُورِيَّة الْعُمَانِيَّة) était un empire maritime, rivalisant avec le Portugal et la Grande-Bretagne pour le commerce et l'influence dans le golfe Persique et l'océan Indien. Après s'être imposé comme un acteur régional majeur au XVIIIe siècle, l'empire, à son apogée au XIXe siècle, a vu son influence ou son contrôle s'étendre à travers le détroit d'Ormuz jusqu'à l'Iran et au Pakistan actuels, et jusqu'au sud jusqu'au cap Delgado. Après la mort de Said bin Sultan en 1856, l'empire fut divisé entre ses fils en deux sultanats ː une partie africaine (le Sultanat de Zanzibar) dirigée par Majid bin Said et une partie moyen-orientale (le Sultanat de Mascate et Oman) dirigée par Thuwaini bin Said.

## Histoire

### La transformation en puissance régionale

L'aire d'influence omanaise au tournant du XIXe siècle.

Le port de Mascate, située dans un emplacement stratégique sur les routes commerciales, passe sous le contrôle de l'Empire portugais entre 1507 et 1650. Cependant, les Portugais ne réussissent pas à étendre leur contrôle à l'entièreté de l'Oman. Au milieu du XVIIe siècle, les tribus omanaises parviennent à mettre fin à la présence portugaise à Mascate.
En 1696, sous le règne de Saïf ben Sultan, une flotte omanaise attaque Mombasa, assiégeant le Fort Jésus portugais, dans lequel 2 500 civils s'étaient réfugiés. Le siège du fort prend fin après 33 mois lorsque la garnison, mourant de faim, se rend aux Omanais. En 1783, l’empire omanais s’étend à l’est jusqu’à Gwadar, dans l’actuel Pakistan. de là, les Omanais maintiennent une pression sur et continuent d'attaquer les comptoirs portugais dans l'ouest de l'Inde, sans pour autant parvenir à en prendre aucune. Au nord, les Omanais se tournent vers le golfe Persique, prenant Bahreïn aux Perses et le conservant pendant plusieurs années. L'expansion de la puissance et de l'influence omanaises vers le sud passe notamment par la colonisation à grande échelle de Zanzibar par des migrants omanais.

### Dynastie Ya'roubide

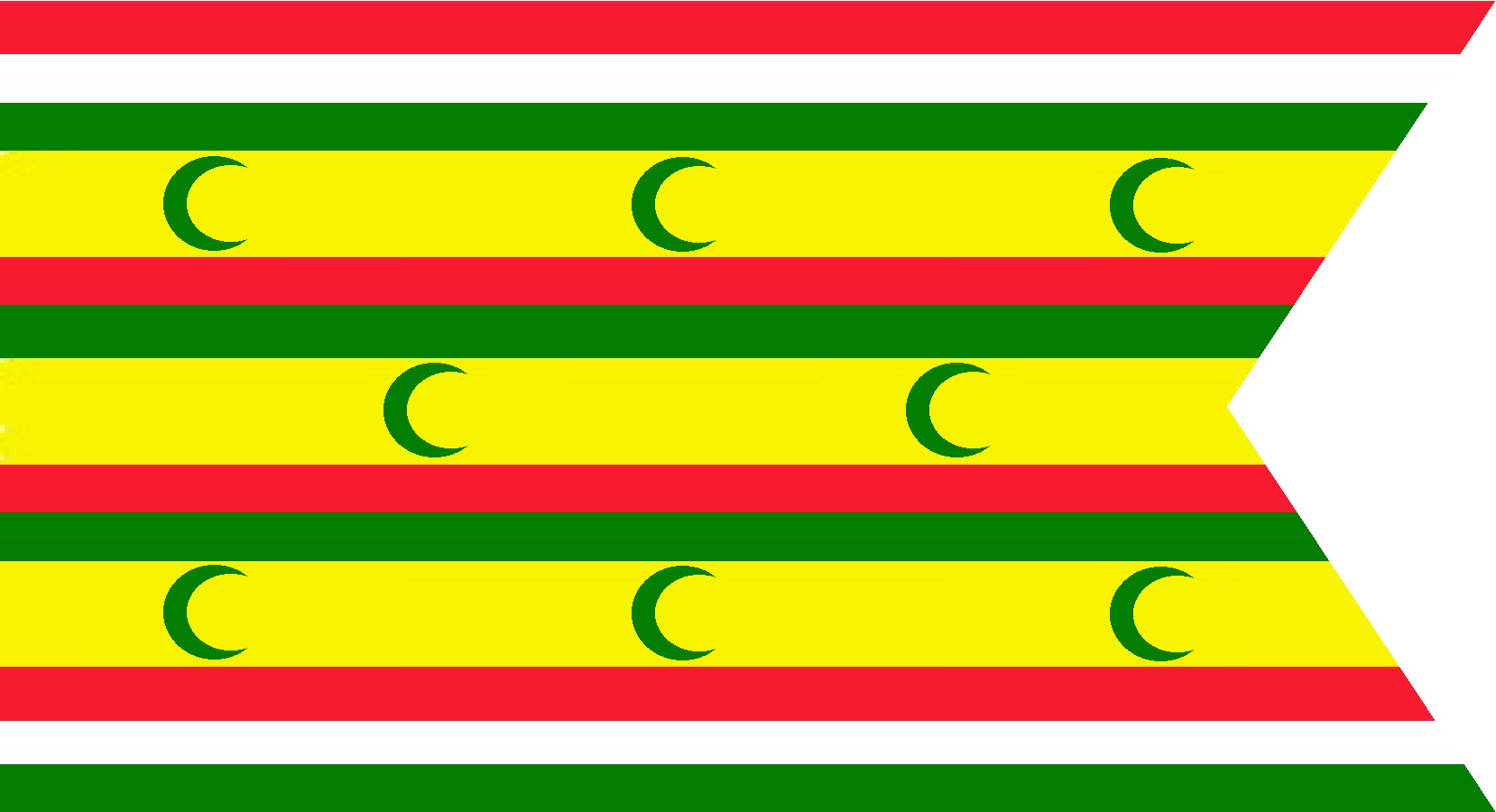
Enseigne des Ya'roubides.

Les Ya'roubides (1624-1719) réussissent à construire un État puissant et bien organisé après que les Portugais eurent perturbé le commerce maritime arabe dans la région. L'empiétement portugais, qui avait plongé la région dans une crise économique, est remis en cause par les Omanais, qui parviennent à restaurer leur rôle traditionnel d'intermédiaires pour le commerce maritime local. Parallèlement à cela, des développements économiques et politiques importants ont lieu dans le pays.
Les techniques agricoles en Oman avaient connu une amélioration massive sous le règne de Saif bin Sultan, qui est resté dans les mémoires pour avoir fourni de l'eau aux terres intérieures d'Oman, ce tout en encourageant les Arabes omanais à quitter l'intérieur et à s'installer le long de la côte en plantant des palmiers dattiers dans la région côtière d'Al Batinah. La ville d'Al Hamra, située à l'intérieur des terres, voit son système d'irrigation amélioré grâce à la construction d'un nouveau grand aflaj. Saif bin Sultan fait aussi construire de nouvelles écoles. Il fait du château de Rustaq sa résidence, y adjoignant la tour à vent Burj al Riah.
Saif bin Sultan meurt le 4 octobre 1711. Il est enterré au château de Rustaq dans un tombeau luxueux, détruit plus tard par un général wahhabite. À sa mort, il possédait une grande richesse, comprenant 28 navires, 700 esclaves mâles, et un tiers des dattiers d'Oman. Son fils, le futur sultan ben Saif II (r. 1711-1718), lui succède ; ce dernier établit sa capitale à Al-Hazm, sur la route reliant Rustaq à la côte. Aujourd'hui un simple village, cette localité abrite encore les vestiges d'une grande forteresse qu'il fit construire vers 1710 et qui contient son tombeau.

### L'alliance avec la Grande-Bretagne
Le sultan ben Ahmad prend le contrôle du gouvernement après la mort de son neveu et renforce une flotte omanaise déjà puissante en y ajoutant de nombreuses canonières ainsi que des navires de commerce rapides. Conscient d'avoir besoin d'un allié puissant pour l'aider à reprendre le contrôle de Mombasa, à combattre le mouvement wahhabite qui s'étend à travers l'Arabie Saoudite actuelle, et à maintenir les tribus Qasimi de la ville perse de Lengeh hors du territoire omanais, il se tourne vers la Grande-Bretagne, qui à la fin du XVIIIe siècle était en guerre contre la France et savait que l'empereur français Napoléon Bonaparte envisageait de traverser la Perse et de capturer Mascate avant d'envahir l'Inde. En 1798, la Grande-Bretagne et Oman concluent un traité de commerce et de navigation.
Le sultan ben Ahmad s'engage envers les intérêts britanniques en Inde et exclut les Français de ses territoires. Il autorise la Compagnie britannique des Indes orientales à établir la première station commerciale dans le golfe Persique et un consul britannique est affecté à Mascate. Au-delà de la recherche d'un avantage stratégique contre les Français, les Britanniques avaient une autre raison de conclure un traité avec Oman : ils voulaient en effet faire pression sur le sultan pour qu'il mette fin à l'esclavage, qui avait été déclaré illégal en Angleterre en 1772. À cette époque, le commerce de l'Afrique vers Oman était encore dynamique et la position de Zanzibar en tant que centre commercial important s'était encore renforcée après que l'approvisionnement en ivoire du Mozambique vers l'Inde se soit effondré en raison de droits de douanes portugais excessifs.
Le Sultan Sayyid meurt en 1804 lors d'un engagement naval dans le Golfe Persique ; il est enterré à Lengeh.

### Said bin Sultan de la dynastie al-Busaid
Said ben Sultan est le fils du sultan ibn Ahmad, qui dirigea Oman de 1792 à 1804. Le sultan ibn Ahmad meurt en 1804 lors d'une expédition à Bassorah. Il nomme Mohammed bin Nasir bin Mohammed al-Jabry comme régent et tuteur de ses deux fils, Salim bin Sultan et Said bin Sultan. Le frère du sultan, Qais bin Ahmad, dirigeant de Sohar, décide de tenter de s'emparer du pouvoir. Au début 1805, Qais et son frère Mohammed marchent vers le sud le long de la côte jusqu'à Matrah, qu'ils capturent facilement. Qais commence alors à assiéger Mascate. Mohammed ben Nasir tente alors de monnayer le départ de Qais, cependant sans succès.
Mohammed ben Nasir appelle alors un autre membre de la famille royale, Badr ben Saif, à l'aide. Après une série d'engagements, Qais est contraint de se retirer à Sohar. Badr bin Saif devient alors le dirigeant effectif du pays. Allié aux wahhabites, Badr ben Saif devient de plus en plus impopulaire. Pour éliminer ses pupilles, Badr bin Saif nomme Salim bin Sultan gouverneur d'Al Maşna'ah et Said bin Sultan gouverneur de Barka.
En 1806, Saïd ben Sultan attire Badr ben Saif à Barka et l'y fait assassiner. Saïd est alors proclamé souverain d'Oman. Les versions des événements diffèrent, mais il semble clair que Saïd porta le premier coup et que ses partisans finirent le travail. Saïd est acclamé par le peuple pour avoir libéré Oman des Wahhabites, qui sont contraints de quitter le pays. Qais ben Ahmad apporte immédiatement son soutien à Saïd. Craignant la réaction des wahhabites, Saïd imputa le meurtre à Mohammed ben Nasir.
En 1832, Saïd ben Sultan transfère la capitale d'Oman à Zanzibar. À cette époque, la domination africaine de l'empire s'étendait le long de la côte swahili jusqu'à 19 kilomètres au sud de la rivière Ruvuma au Mozambique. Bien que la gouvernance principale de l'empire se soit concentrée le long du littoral, il a également établi un contrôle sur de nombreux États tributaires africains et désigné des gouverneurs pour les régions intérieures, faisant de l'État omanais un véritable empire colonial et transcontinental.

#### Les relations avec les États-Unis d'Amérique
Le 21 septembre 1833, un traité d'amitié et de commerce est signé avec les États-Unis. Il s'agissait du deuxième traité commercial conclu entre les États-Unis et un État arabe (le Maroc étant le premier en 1820). Les États-Unis et Oman allaient tous deux en bénéficier, car les États-Unis – contrairement à la Grande-Bretagne et à la France – n’avaient aucune ambition territoriale au Moyen-Orient et s’intéressaient uniquement au commerce. Le 13 avril 1840, le navire Al-Sultanah accoste à New York, ce qui en fait le premier envoyé arabe à visiter le Nouveau Monde. Son équipage composé de cinquante-six marins arabes provoqua une vague d'enthousiasme parmi les Ne-Yorkais. Al-Sultanah transportait de l'ivoire, des tapis persans, des épices, du café et des dattes, ainsi que de somptueux cadeaux pour le président Martin Van Buren. La visite d'Al-Sultanah dure près de quatre mois.

### Déclin
En vertu du Traité d'amitié anglo-omanais de 1798, la Grande-Bretagne garantissait le règne du sultan. Lorsqu'une crise de succession survint en 1856, l'empire omanais fut divisé entre le sultanat d'Oman et Mascate et le sultanat de Zanzibar. Plus tard, en 1891, le premier devint un protectorat britannique où le sultan contrôlait la côte de Mascate tandis que l'Imam gouvernait l'intérieur depuis Nizwa ; tandis que Zanzibar tombe aux mains des Britanniques à peu près au même moment.